# Dark Command
Dark Command is een Amerikaanse western uit 1940 onder regie van Raoul Walsh.
Het scenario is gebaseerd op de gelijknamige roman (1938) van W. R. Burnett.

## Verhaal
In Kansas trouwt Mary McCloud vlak voor het uitbreken van de Amerikaanse Burgeroorlog met de schijnbaar bedaarde schoolmeester William Cantrell. Spoedig ontdekt ze dat haar man een geheim verbergt. Hij is de aanvoerder van een legertje vogelvrijverklaarden, dat de omgeving onveilig maakt. De Texaan Bob Seton, een vroegere vrijer van Mary McCloud, wordt tot sheriff gekozen om orde op zaken te stellen.

## Rolverdeling
| Acteur               | Personage                        |
| -------------------- | -------------------------------- |
| Claire Trevor        | Mary McCloud                     |
| John Wayne           | Bob Seton                        |
| Walter Pidgeon       | William Cantrell                 |
| Roy Rogers           | Fletch McCould                   |
| Gabby Hayes          | Doc Grunch                       |
| Porter Hall          | Angus McCloud                    |
| Majorie Main         | Mevrouw Cantrell / Mevrouw Adams |
| Raymond Walburn      | Rechter Buckner                  |
| Joe Sawyer           | Bushropp                         |
| Helen MacKellar      | Mevrouw Hale                     |
| J. Farrell MacDonald | Dave                             |
| Trevor Bardette      | Mijnheer Hale                    |